# Виктория (футбольный клуб, Марьина Горка)
«Виктория» (бел. «Вікторыя») — белорусский футбольный клуб из Марьиной Горки, основанный в 1990 году.

## Названия
- «Беларусь» (Марьина Горка) (1990—1993)
- «Энергия-ТЭЦ-5» (Марьина Горка) (1996—1997)
- «Энергия-ТЭЦ-5» (Дружный) (1997)
- «Звезда» (Марьина Горка) (2000—2003)
- «Звезда-Торпедо» (Марьина Горка) (2004)
- «МПП Звезда» (Марьина Горка) (2005)
- «Звезда-Еврореспект» (Пуховичский район) (2010)
- «Звезда» (Пуховичский район) (2011)
- «Звезда-ЖКХ» (Пуховичский район) (2012)
- «Звезда-РФОЦ-Виктория» (Пуховичский район) (2013—2014)
- «Виктория» (Марьина Горка) (с 2015)

## История
Клуб начал своё существование как любительская команда Марьиногорского государственного аграрно-технического колледжа имени В.Е. Лобанка. Первым тренером клуба был Анатолий Иванович Усенко. В 1990 году клуб под названием «Беларусь» начал выступать в чемпионате Белорусской ССР. Затем отправился выступать во вторую лигу белорусского футбола. В 1993 году клуб был дисквалифицирован за нарушение регламента и стал выступать на любительском уровне. В 1996 году клуб вернулся в третью лигу под названием «Энергия-ТЭЦ-5». Затем в период с 2000 года по 2014 год клуб выступал в чемпионате Минской области, где трижды становился чемпионом и единожды бронзовым призёром.
В 2014 году клуб заявил о желании выступать во второй лиге. В феврале 2015 года под названием «Звезда-РФОЦ-Виктория» клуб официально пополнил список участников первенства. Сезон клуб начал уже под названием «Виктория», завершил его на 7 месте. В 2016 году клуб получил приглашение выступить в Кубке регионов УЕФА, в квалификации которого занял 3 место. В 2017 году клуб окончил чемпионат на 7 месте. Последующие пару лет клуб был середняком чемпионата. В сезоне 2021 года занял 3 место а минском дивизионе, выйдя затем в финальный этап турнира, в котором занял 9-16 место.
В сезоне 2022 года клуб занял 2 место в минском дивизионе и отправился в финальный этап. Закончилось первенство для клуба 4 местом.
В ноябре 2022 года клуб получил приглашение на лицензирование для участия в первой лиге, которое было принято. В декабре 2022 года АБФФ сообщила о допуске клуба к лицензированию. В январе 2023 года в пресс-службе клуба сообщили, что он не будет участвовать в первой лиге. В марте 2024 года стало известно, что клуб стал участником обновлённой Второй лиги. Однако спустя пару дней марьиногорский клуб снялся с розыгрыша Второй лиги.

## Достижения
Чемпионат Минской области
- Победитель: 2003, 2004, 2005
- Бронзовый призёр: 2000

Кубок Минской области
- Победитель: 2015

## Основной состав
| 1  | Флаг Беларуси | Вр  | Роман Бабаев      | 1990 |  |  |  |  |
| 31 | Флаг Беларуси | Вр  | Дмитрий Захаревич | 2002 |  |  |  |  |
|    |               |     |                   |      |  |  |  |  |
| 13 | Флаг Беларуси | Защ | Кирилл Насанович  | 1993 |  |  |  |  |
| 18 | Флаг России   | Защ | Дмитрий Вавилов   | 1986 |  |  |  |  |
| 19 | Флаг Беларуси | Защ | Вадим Мигаленя    | 2000 |  |  |  |  |
| 20 | Флаг Беларуси | Защ | Иван Прохоренко   | 1998 |  |  |  |  |
| 23 | Флаг Беларуси | Защ | Алексей Киселёв   | 1986 |  |  |  |  |
| 24 | Флаг Беларуси | Защ | Владислав Лагун   | 2004 |  |  |  |  |
|    |               |     |                   |      |  |  |  |  |
| 4  | Флаг Беларуси | ПЗ  | Дмитрий Синявский | 1998 |  |  |  |  |
| 7  | Флаг Беларуси | ПЗ  | Денис Голоцуков   | 1998 |  |  |  |  |

| 8  | Флаг Беларуси | ПЗ  | Никита Макаров   | 1997 |  |  |  |  |
| 10 | Флаг Беларуси | ПЗ  | Антон Новик      | 1998 |  |  |  |  |
| 11 | Флаг Беларуси | ПЗ  | Фаррух Шарипов   | 1994 |  |  |  |  |
| 14 | Флаг Беларуси | ПЗ  | Максим Гуминский | 1993 |  |  |  |  |
| 21 | Флаг Беларуси | ПЗ  | Андрей Боярин    | 1997 |  |  |  |  |
| 55 | Флаг Беларуси | ПЗ  | Иван Шарко       | 2003 |  |  |  |  |
| 90 | Флаг Беларуси | ПЗ  | Андрей Фомин     | 1997 |  |  |  |  |
|    |               |     |                  |      |  |  |  |  |
| 9  | Флаг Беларуси | Нап | Сергей Лизунов   | 1998 |  |  |  |  |
| 99 | Флаг Беларуси | Нап | Андрей Панасик   | 1992 |  |  |  |  |

## Главные тренеры
| Главный тренер                | Период работы |
| ----------------------------- | ------------- |
| Усенко Анатолий Иванович      |               |
| Рёмин Игорь Александрович     | 1990          |
| Матусевич Василий Анатольевич | 2015          |
| Панчулидзе Гия Гурамович      | 2016          |
| Матусевич Василий Анатольевич | 2017          |
| Хрипач Андрей Михайлович      | 2018          |
| Гвоздев Александр Николаевич  | 2019          |
| Кулеш Сергей Геннадьевич      | 2019          |
| Крот Юрий Михайлович          | 2019          |
| Хрипач Андрей Михайлович      | 2020          |
| Дубоенко Сергей Игоревич      | 2021—н. в.    |